# Cayden Boyd
Cayden Michael Boyd (Bedford, Texas; 24 de mayo de 1994) es un actor estadounidense. Es conocido por interpretar a Max en la película The Adventures of Sharkboy and Lavagirl, Brian en la serie de MTV Awkward y Ram Sweeney en la serie de Paramount Network Heathers.

## Primeros años
Boyd nació en Bedford, Texas, pero creció en Keller, Texas junto a su hermana mayor, la también actriz, Jenna Boyd. Su padre es piloto de una aerolínea. Él toca el violín y el chelo y además estuvo en el equipo de fútbol en la secundaria. En 2016, Boyd se graduó de la Universidad Pepperdine con una licenciatura en negocios.

## Carrera
Boyd obtuvo sus primeros papeles en televisión y en comerciales, a los 6 y 7 años. Interpretó al hijo de Tim Robbins en Mystic River. En 2004, fue elegido para el papel protagónico de Max en la película de 2005 The Adventures of Sharkboy and Lavagirl. Interpretó al joven Warren Worthington III en X-Men: The Last Stand, y fue elegido para el papel principal en la película de 2007 Have Dreams, Will Travel (originalmente titulada A West Texas Children’s Story). Apareció en episodios de series de televisión tales como Crossing Jordan, Cold Case, Close to Home y Scrubs. En 2008, apareció junto a Julia Roberts y Willem Dafoe en Fireflies in the Garden. En 2015, Boyd también tuvo un papel en la serie de MTV Awkward interpretando al novio de Jenna.

## Vida personal
Boyd actualmente reside en Los Ángeles.

## Filmografía
| Año       | Título                                  | Papel                      | Notas                                                                     |
| 2002      | Fault                                   | Mark (joven)               |                                                                           |
| 2003      | Freaky Friday                           | Amigo de Harry #2          |                                                                           |
| 2003      | Mystic River                            | Michael Boyle              |                                                                           |
| 2003      | Exposed                                 | Jared                      |                                                                           |
| 2004      | Envy                                    | Niño #2 en obra (lobo)     |                                                                           |
| 2004      | Dodgeball: A True Underdog Story        | Timmy                      |                                                                           |
| 2005      | The Adventures of Sharkboy and Lavagirl | Max                        |                                                                           |
| 2006      | X-Men: The Last Stand                   | Angel (joven)              | Cameo                                                                     |
| 2007      | Have Dreams, Will Travel                | Ben Reynolds               |                                                                           |
| 2008      | Fireflies in the Garden                 | Michael (joven)            |                                                                           |
| 2022      | Dog                                     | Corporal Levitz            |                                                                           |
| Año       | Título                                  | Papel                      | Notas                                                                     |
| 2001      | Scrubs                                  | Hummer                     | Episodio: "My Fifteen Minutes"                                            |
| 2002      | Taina                                   | Little Boy                 | Episodios: "Test Friends" & "Papi Don't Preach"                           |
| 2002      | The King of Queens                      | Lil Jared                  | Episodio: "Kirbed Enthusiasm"                                             |
| 2004      | Century City                            | Timmy / Toby Clemens       | Episodios: "A Mind Is a Terrible Thing to Lose" & "The Face Was Familiar" |
| 2004      | Crossing Jordan                         | Kyle Moran                 | Episodio: "Fire in the Sky"                                               |
| 2005      | Cold Case                               | Kyle Bream 1998            | Episodio: "Revenge"                                                       |
| 2005      | Close to Home                           | Sonny                      | Episodio: "Pilot"                                                         |
| 2005      | Night Stalker                           | Ryan                       | Episodio: "Malum"                                                         |
| 2010      | Past Life                               | Noah Powell                | Episodio: "Pilot"                                                         |
| 2014–2015 | Awkward                                 | Brian                      | 3 episodios                                                               |
| 2017      | The Mick                                | Matty Pruitt               | 1 episodio                                                                |
| 2018      | Heathers                                | Ram Sweeney                | 4 episodios                                                               |
| 2018      | NCIS                                    | Primer teniente Danny Hall | Episodio: "Fragments"                                                     |
| 2021      | Good Girls                              | Joven decano               | Episodio: "Fall Guy"                                                      |
| 2022      | The First Lady                          | Michael Ford               |                                                                           |

## Premios y nominaciones
| Premio                | Año  | Categoría                       | Resultado | Trabajo   |
| --------------------- | ---- | ------------------------------- | --------- | --------- |
| Premios Artista Joven | 2003 | Mejor Actuación en un Comercial | Nominado  | McDonalds |